# Knox County (Texas)
Knox County je okres ve státě Texas v USA. K roku 2010 zde žilo 3 719 obyvatel. Správním městem okresu je Benjamin. Celková rozloha okresu činí 2 214 km².